# Palpita elealis
Palpita elealis is een vlinder uit de familie van de grasmotten (Crambidae), uit de onderfamilie van de Spilomelinae. De wetenschappelijke naam van deze soort is voor het eerst voorgesteld als Tobata elealis door Francis Walker in een publicatie uit 1859.

## Verspreiding
De soort komt voor in tropisch Afrika waaronder Gambia, Sierra Leone, Liberia, Ivoorkust, Ghana, Kameroen, Sao Tome en Principe, Congo-Brazzaville, Congo-Kinshasa, Zambia, Mozambique, Zimbabwe en Zuid-Afrika.

## Waardplanten
De rups leeft op Rauvolfia vomitoria en Tabernanthe sp. (Apocynaceae).